# Grup de la calcoalumita
El grup de la calcoalumita o grup de la niquelalumita és un grup de minerals. Aquest grup conté minerals que contenen sulfat, així com alumini i metalls amb valència II; algunes espècies també presenten anions addicionals. Els membres del grup són els següents:
| Calcoalumita   | CuAl₄(SO₄)(OH)₁₂· 3H₂O            |
| Kirguizstanita | ZnAl₄(SO₄)(OH)₁₂·3H₂O             |
| Mbobomkulita   | (Ni,Cu)Al₄((NO₃)₂,SO₄)(OH)₁₂·3H₂O |
| Niquelalumita  | (Ni,Cu)Al₄(SO₄(NO₃)₂)(OH)₁₂·3H₂O  |

## Galeria

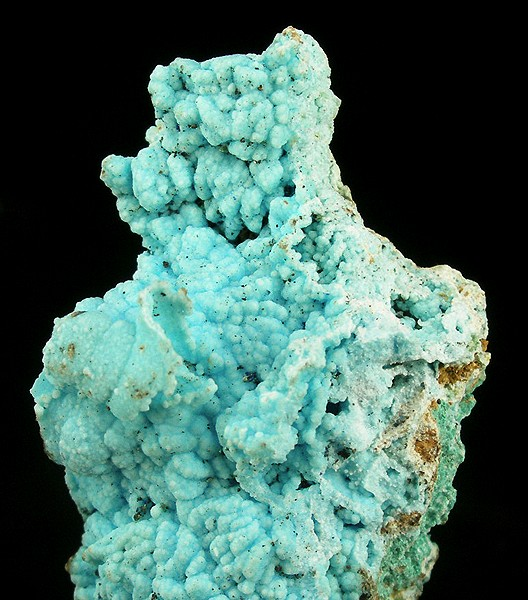
Calcoalumita